# Spitz Gyula
Spitz Gyula (Budapest, 1902. március 20. – Mauthausen-Gunskirchen 1945. április) magyar aranyművessegéd, gépkocsivezető, katona, aki szemtanúja volt a kamenyec-podolszkiji tömegmészárlásnak, és titokban fényképeket is készített a tömeggyilkosság előtt összegyűjtött zsidókról. Néhány társaval közösen arra kérték meg a csendőröket, hogy a kisgyermekeknek enni adhassanak saját ételadagjukból, azonban elzavarták és még feljelentéssel is megfenyegették őket. Spitz maga is zsidó volt, és a háború végén a mauthauseni koncentrációs tábor gunskircheni altáborába került, ahol 1945 áprilisában, röviddel a tábor felszabadulása előtt éhezés és tífuszos megbetegedés következtében meghalt.

## Családja
Apja Spitz Ignác, anyja Berger Borbála. Felesége Veisz Ilona volt, akivel 1927. augusztus 18-án kötött házasságot Budapesten, a Ferencvárosban. Fia Svéd Iván.

## Katonai szolgálat
Spitz 1940 és 1942 között katonai szolgálatot teljesített, teherautó-vezető volt. Számára is ismeretlen okból nem munkaszolgálatos, hanem fegyveres szolgálatot teljesítő honvéd volt. A háború első hónapjaiban Ukrajnában szolgált, és Kamenyec-Podolszkijban (ma Kamjanec-Pogyilszkij) tartózkodott az augusztus végi tömegmészárlás idején.